# Гоппен
Гоппен (пол. Hoppen) — польский дворянский род герба Набрам.
Предки этого рода переселились в Польшу из Германии в XVII веке.
Согласно летописным свидетельствам, Иоанн Фридрих Гоппен (нем. Goppen) был в 1720 году стольником в городе Слониме.
В Российской империи дворянский род Гоппен был внесён Герольдией в I и в III части родословной книги Виленской, Ковенской и Казанской губерний .